# Воскресенський (Волзький район)
Воскресе́нський (рос. Воскресенский, марій. Пызырьгуп хутор) — хутір у складі Волзького району Марій Ел, Росія. Входить до складу Великопаратського сільського поселення.

## Населення
Населення — 43 особи (2010; 38 у 2002).
Національний склад (станом на 2002 рік):
- марі — 100 %